# Aloe castellorum
Aloe castellorum ist eine Pflanzenart der Gattung der Aloen in der Unterfamilie der Affodillgewächse (Asphodeloideae). Das Artepitheton castellorum stammt aus dem Lateinischen, bedeutet ‚Burg‘ und verweist auf das Vorkommen der Art in den historischen Festungsbergen.

## Beschreibung

### Vegetative Merkmale
Aloe castellorum wächst stammlos und einfach. Die schwertförmigen, spitz zulaufenden Laubblätter bilden Rosetten. Die gelbgrüne Blattspreite ist 30 Zentimeter lang und 3,5 Zentimeter breit. Die hellbraunen Zähne am Blattrand sind klein und stehen etwa 6 Millimeter voneinander entfernt.

### Blütenstände und Blüten
Der Blütenstand ist einfach oder besteht aus ein bis drei (selten vier) Zweigen. Er erreicht eine Länge von 1 bis 1,5 Meter. Die ziemlich dichten, zylindrischen Trauben sind etwa 35 Zentimeter lang. Die eiförmig-kleinspitzen Brakteen weisen eine Länge von etwa 10 Millimeter auf und sind 6 Millimeter breit. Die gelben, grün geäderten Blüten stehen an etwa 5 Millimeter langen Blütenstielen. Die Blüten sind etwa 25 Millimeter lang und an ihrer Basis gerundet. Die Staubblätter und der Griffel ragen kaum aus der Blüte heraus.

### Genetik
Die Chromosomenzahl beträgt {\displaystyle 2n=14}.

## Systematik und Verbreitung
Aloe castellorum ist im Nordwesten von Jemen und im Südosten von Saudi-Arabien auf exponierten westwärts gerichteten Hängen mit häufigen Nebeln in Höhen von 1400 bis 2400 Metern verbreitet. 
Die Erstbeschreibung durch John Richard Ironside Wood wurde 1983 veröffentlicht.
Ein Synonym ist Aloe hijazensis Lavranos & Collen. (2000).

## Nachweise